# Głożene (obwód Łowecz)

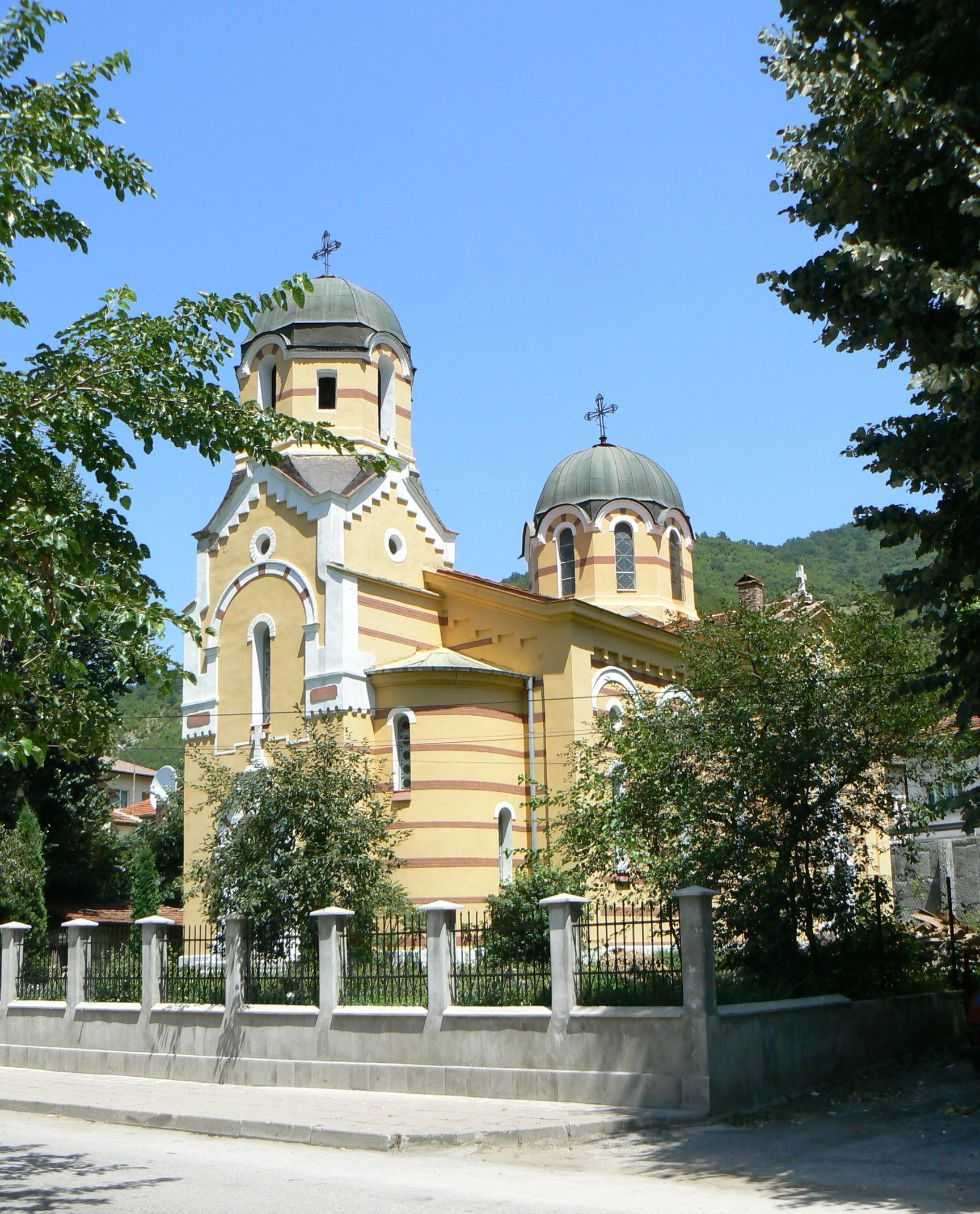
Cerkiew św. Dimitra

Głożene (bułg. Гложене) – wieś w Bułgarii, w obwodzie Łowecz, w gminie Tetewen. Według danych szacunkowych Ujednoliconego Systemu Ewidencji Ludności oraz Usług Administracyjnych dla Ludności, 15 września 2022 roku miejscowość liczyła 1015 mieszkańców.

## Historia
Z czasów rzymskich zachowały się drogi prowadzące wzdłuż rzeki Wit i wzdłuż grzbietu Góry Wasiliewskiej przez szczyt nad wsią, gdzie znajdują się pozostałości rzymskiej twierdzy. Podczas jarzma osmańskiego wieś Glożene była chroniona przed turkifikacją, w przeciwieństwie do innych wiosek w tym regionie, które siłą przeszły na islam. Mieszkańcy byli zwolnieni z niektórych podatków i ceł ze względu na status wojskowy wsi. Według tureckich rejestrów z XV wieku w Głożene było 87 domów bułgarskich i tylko 4 tureckich. 8 marca 2007 r. do wsi dołączono terytoria wymarłych wiosek: Zoreniszki doł, Łozeto, Topiliszta i Asen.

## Religia
We wsi znajduje się cerkiew św. Mikołaja z okresu późnego średniowiecza, odnowiona w 1836 r., obecnie zdewastowana. Posiada status nieruchomości architektoniczno-budowlanej i artystycznej z czasów odrodzenia. A także uczęszczana cerkiew św. Dimitra, powstała w 1919 roku.

## Osoby związane z miejscowością

### Urodzeni
- Dimityr Bratanow (1909–1996) – bułgaski polityk
- Iwan Kutewski (1946) – bułgaski artysta
- Nikołaj Milczew (1958) – bułgaski poeta
- Joto Mazadżiew – bułgarski rewolucjonista narodowy, uczestnik wojny serbsko-tureckiej (1876) w czecie wojewody Filipowicza[6]